# استان گایا
استان گایا (به لاتین: Gaya Department) یک منطقهٔ مسکونی در نیجر است که در ناحیه دوسو واقع شده‌است. استان گایا ۳۴۹٬۷۹۴ نفر جمعیت دارد.